# Noordeinde (Nieuwkoop)
Noordeinde is een dorp behorende tot de gemeente Nieuwkoop in de Nederlandse provincie Zuid-Holland. Het ligt in het noorden van de gemeente tussen Zevenhoven en Nieuwveen.
Achter de rooms-katholieke kerk 'Heilige Johannes Geboorte' bevindt zich de Lourdesgrot waar één keer per jaar ter gelegenheid van Maria Hemelvaart een openluchtviering wordt gehouden.

## Sport en recreatie
Door deze plaats loopt de Europese wandelroute E11, ter plaatse ook bekend als Marskramerpad. De route komt vanaf Nieuwveen en vervolgt richting Zevenhoven.

## Zie ook

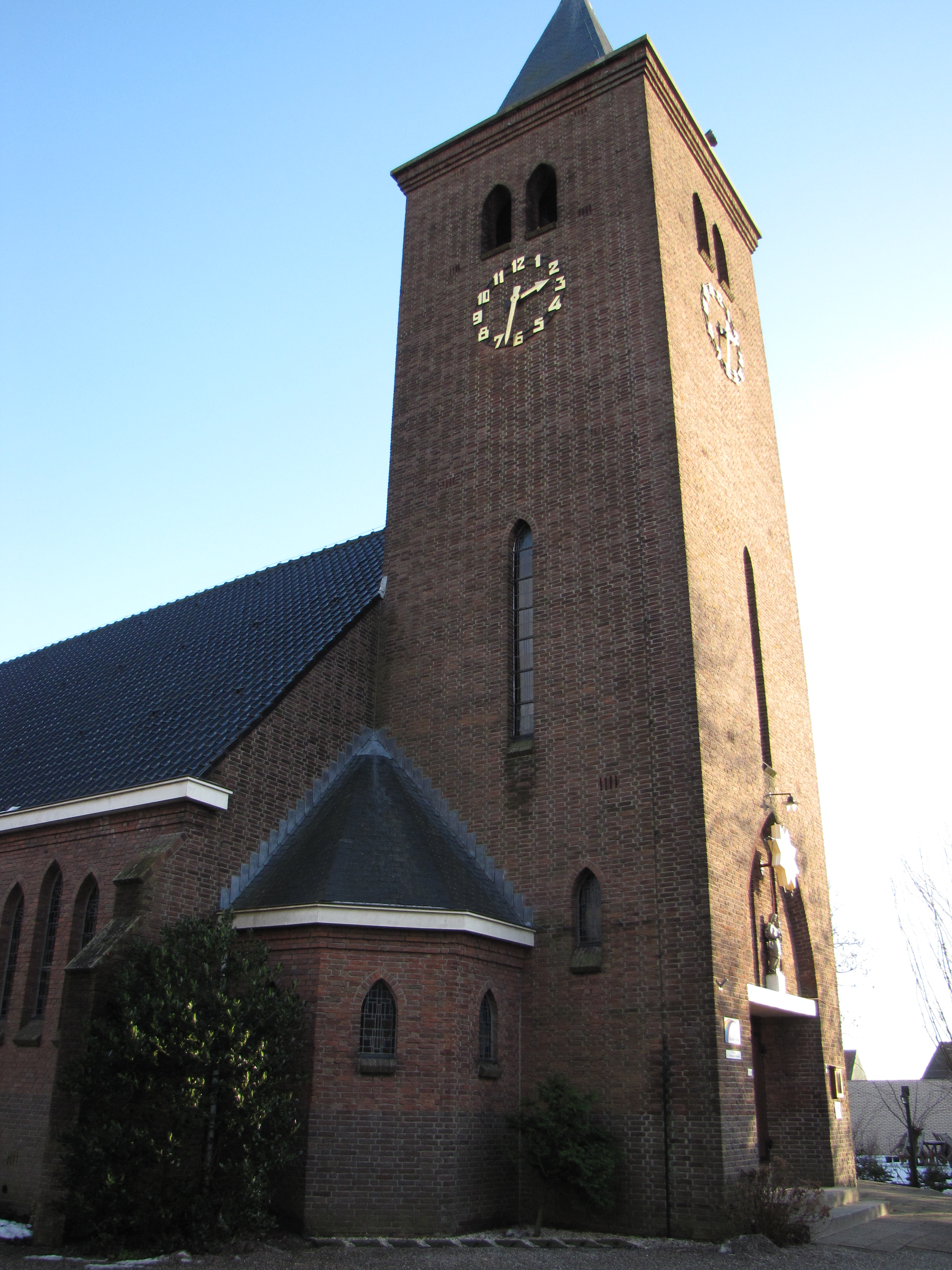
RK Kerk 'Heilige Johannes Geboorte' op het Noordeinde.
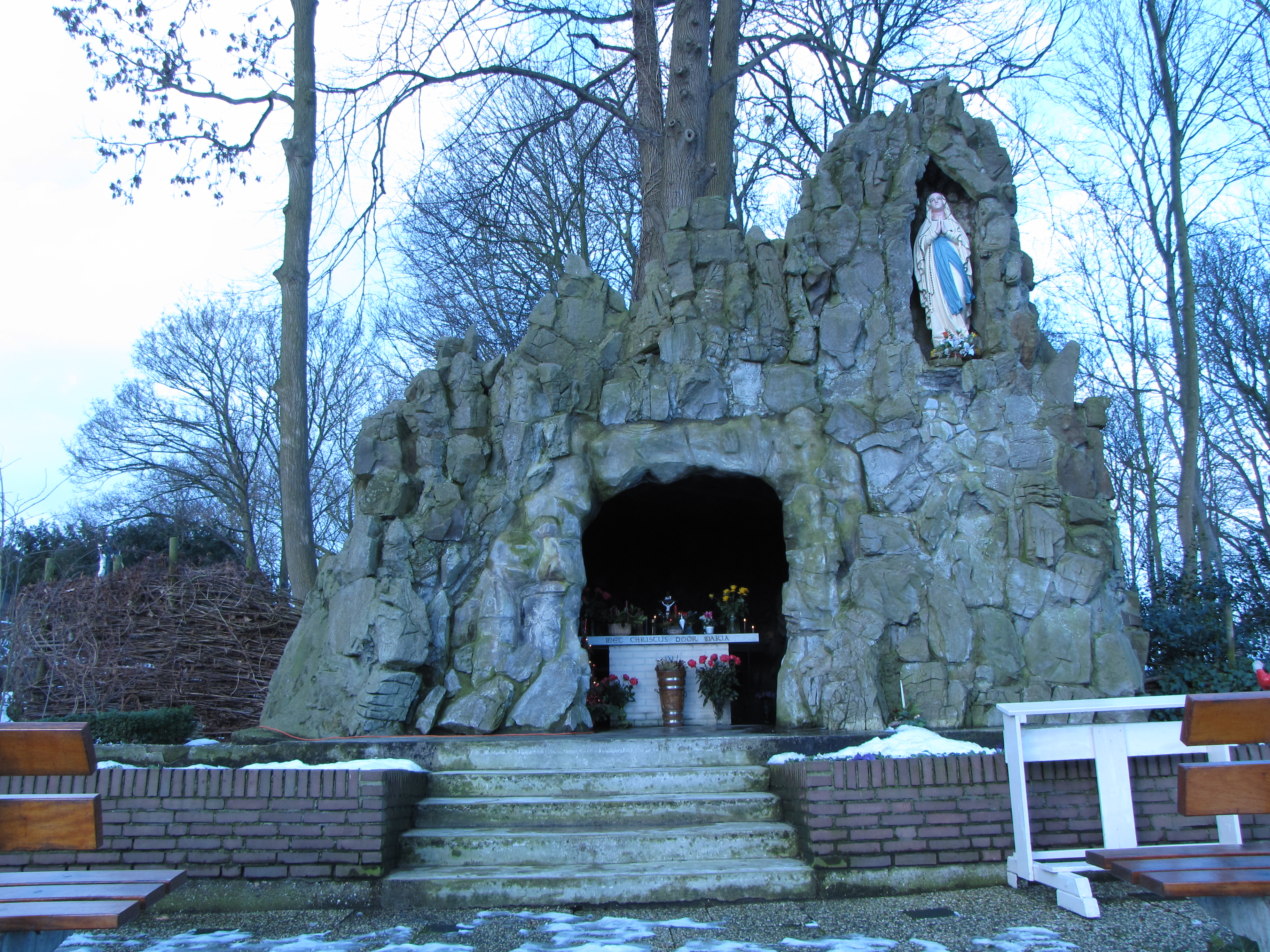
De Lourdesgrot achter de RK kerk.